# اعجاز (آلبوم)
اعجاز یک آلبوم از گوگوش، خواننده ایرانی است که در سال ۱۳۹۱ (۲۰۱۲) پخش شد.
ضبط این آلبوم در استودیوهایی در دبی، لندن و لس آنجلس انجام شده‌است.
این آلبوم شامل ۱۰ قطعه است که با همکاری هنرمندانی از ایران و خارج از ایران تهیه شده‌است.
بسیاری از ترانه‌های این آلبوم به صورت موزیک ویدیو هم ضبط شده‌اند که تهیه کنندگی برخی از آنها را تلویزیون من‌وتو به عهده داشت.
موزیک ویدیو اعجاز در چهارم شهریور ۱۳۹۱ پخش شد و آلبوم به صورت رسمی در ۱۹ شهریور ۱۳۹۱ انتشار یافت.

## ترانه‌ها

### همکاری با هنرمندان داخل ایران
گوگوش در این آلبوم با روزبه بمانی، علیرضا افکاری, بابک صحرایی و ایمان حجت از ایران همکاری کرد.

### همکاری با هنرمندان جوان
همچنین گوگوش در این آلبوم با رها اعتمادی و بابک سعیدی که از زمان اجرای برنامه آکادمی موسیقی گوگوش آشنا بود، همکاری کرد.

### حسن شماعی زادهپس از سال‌ها
گوگوش در این آلبوم پس از سالها با همکار قدیمی و سازندهٔ بسیاری از آهنگ‌های خود، حسن شماعی زاده، ترانهٔ هیاهو را ارائه داد.

## فهرست ترانه‌ها

### اعجاز اولین ترانه
در ۴ شهریور ۱۳۹۱ موزیک ویدیوی اعجاز از شرکت بلو آرت، پخش شد. کارگردانی این اثر توسط واهیک پیرحمزه‌ای انجام شده و در آن از گوگوش به عنوان بازیگر استفاده شده‌است، شعر این ترانه از روزبه بمانی و آهنگسازی و تنظیم آن به عهده علیرضا افکاری بوده‌است.

### بی منوتو
ترانه بی منوتو، با شعری از مولانا و آهنگسازی خود گوگوش و تنظیم شوبرت آواکیان، یکی از ترانه‌های آلبوم اعجاز است. گوگوش در مصاحبه با رادیو فردا می‌گوید: «من این ترانه را سال ۹۰ میلادی در ایران و در خلوت خودم ساختم. خیلی سال بود که این ترانه ته صندوقچه دلم مانده بود حتی مدتی آن را فراموش کرده بودم.» موزیک ویدیوی این ترانه در موزه ملی پراگ (ناردونی)، به کارگردانی مهدی نوروزیان و تهیه کنندگی شبکه من‌وتو تولید شده‌است.

### نگو بدرود
ترانه نگو بدرود با شعری از رها اعتمادی و آهنگسازی و تنظیم بابک سعیدی از ترانه‌های آلبوم اعجاز است. موزیک ویدیوی این ترانه در ۳۰ شهریور ۱۳۹۱ به کارگردانی واهیک پیرحمزه‌ای و از شرکت بلو آرت، پخش شد.

### بهشت
ترانه بهشت با شعری از روزبه بمانی و آهنگ و تنظیم علیرضا افکاری اجرا شده‌است. گوگوش این اثر را به همجنسگرایان تقدیم کرده و نوید اخوان، کارگردان و نویسنده موزیک ویدیو، عشق دو همجنس (زن) را به تصویر کشیده‌است که در جامعه با مشکلاتی رو به رو می‌شوند.

### دیگر موزیک ویدیوها
برای ترانه‌های دیگر این آلبوم مثل برای من، نقطه پایان، هیاهو، و نمیدونی هم موزیک ویدیوهایی ضبط و پخش شد.

## لیست آلبوم
| نام ترانه     | ترانه‌سرا    | آهنگساز          | تنظیم          |
| ------------- | ----------- | ---------------- | -------------- |
| نازنینِ بی‌قرار | بابک روزبه  | شوبرت آواکیان    | شوبرت آواکیان  |
| اعجاز         | روزبه بمانی | افشین خواجه نژاد | علیرضا افکاری  |
| برای من       | روزبه بمانی | علیرضا افکاری    | علیرضا افکاری  |
| حس مبهم       | رها اعتمادی | بابک سعیدی       | بابک سعیدی     |
| نمی‌دونی       | بابک روزبه  | (فولکلور تاجیکی) | شوبرت آواکیان  |
| نگو بدرود     | رها اعتمادی | بابک سعیدی       | بابک سعیدی     |
| بی من و تو    | مولانا      | گوگوش            | شوبرت آواکیان  |
| بهشت          | روزبه بمانی | علیرضا افکاری    | علیرضا افکاری  |
| نقطه پایان    | رها اعتمادی | بابک سعیدی       | بابک سعیدی     |
| هیاهو         | بابک صحرایی | حسن شماعی‌زاده    | نیکان ابراهیمی |